# Étienne-Jules Cousin, Baron de Marinville
Étienne-Jules Cousin, Baron de Marinville (* 15. Oktober 1780 in Paris; † 5. März 1861 ebenda) war ein Vertrauter von Jérôme-Napoléon Bonaparte.

## Leben
Étienne-Jules Cousin war der Sohn von Antoine Cousin dit Marinville, dem Inspekteur der königlichen Konkursverwalter (inspecteur des régies du Roi et receveur des fermes), und dessen Frau François Leduc.
Er wurde zu einem der engsten Vertrauten des Jérôme-Napoléon Bonaparte und begleitete diesen auch zu seiner Krönung als König über Westphalen (1807–1813). Der jüngere Bruder Napoleon Bonapartes sollte sein neu erhaltenes Reich nach französischem Vorbild und Verfassung umstrukturieren.
Étienne-Jules Cousin war hierbei einer der Mitunterzeichner der Verkündungserklärung zur westphälischen Verfassung von 1807.
Étienne-Jules Cousin wurde daraufhin des Königs intimer Sekretär und auch „Direktor der geheimen Freuden“. Gleichzeitig wurde er aber auch zu einem der vierzehn Kammerherren, die Hoffeste unter der Leitung des Grafen von Waldburg auf dem Schloss Napoleonhöhe und später unter der des Fürsten von Hessen organisierten.
Da er allerdings korrupt war, wurde er zur Strafe zum „Meister der Garderobe“ (maitre de la garderobe) degradiert. Dieses Amt behielt er mindestens bis 1811.
Dennoch machte Jérôme-Napoléon Bonaparte Étienne-Jules Cousin am 9. Februar 1810 zum Baron. Der Titel wurde jedoch erst am 11. November 1814 bestätigt. Im Mai des Jahres 1812 erhielt er die Würde eines kaiserlichen Barons in Frankreich.
Nachdem die Franzosen Kassel nach der Völkerschlacht von Leipzig fluchtartig verlassen mussten und das Königreich gefallen war, heiratete er Françoise Mathilde Manson in Frankreich. Die Ehe blieb kinderlos.
Er erwarb eine Villa in Paris in der Rue d’Aguesseau 13, wo später auch Marschall Henri de Castellane Herberge fand.
Im April 1830 kaufte Étienne-Jules Cousin ein großes Grundstück in der Rue du Four in Saint-Maur, das sich auf beiden Seiten der Rue du Four, auf der Südseite der Avenue Marinville und der Avenue Pasteur befand.
Am 31. Juli 1837 wurde Étienne-Jules Cousin vom französischen Bürgerkönig Louis-Philippe zum Bürgermeister seiner neuen Wahlheimat Saint-Maur gemacht.
Er legte sein Amt als Bürgermeister am 18. Juni 1843 nieder.
Am 13. März 1852 wurde er Archivar des kaiserlichen Senats. Jedoch legte Étienne-Jules Cousin schon 1853 sein Amt wieder nieder.
Gestorben am 5. März 1861 in Paris, wurde er in Saint-Maur auf dem Rabelais-Friedhof 1 in einer tempelförmigen Kapelle bestattet. Dort eingraviert ist ein Textabschnitt einer seiner Briefe an Jérôme-Napoléon Bonaparte: „Ich liebe dich als einen der ehrenhaftesten, rechtschaffensten und angesehensten Männer, die ich in meiner langen Karriere gekannt habe“. (“Je vous aime comme un des hommes les plus honorables, les plus probes et les plus estimables que j’aie connu dans ma longue carrière”).

### Schaffen
Étienne-Jules Cousin interessierte sich jedoch auch für die Vergangenheit der Gemeinde: Er veröffentlichte 1841 einen historischen Auszug aus einer Chronik der Herzöge von Burgund.
In seiner Amtszeit als Bürgermeister ließ Étienne-Jules Cousin ein neues Rathaus rechts neben dem Portal der Kirche Saint-Nicolas errichten, kümmerte sich aber auch um die Verbesserung der städtischen Infrastruktur und Wege. Auch ließ er einige Wegweiser am Ortsrand errichten und vier Laternen aufstellen. 1841 erließ er ein Dekret. Demnach mussten alle Pächter und Eigentümer täglich vor 8 Uhr morgens die öffentliche Straße vor ihrem Grundstück reinigen. Sollte dies nicht geschehen, würden die Wege durch die Gemeinde zu Lasten der Eigentümer und Pächter gereinigt.